# اسور
آسور، روستایی از توابع بخش ارجمند شهرستان فیروزکوه در استان تهران ایران است. زبان مردم روستای اسور زبان مازندرانی می‌باشد.

## جمعیت
این روستا در دهستان دوبلوک قرار دارد و براساس سرشماری مرکز آمار ایران در سال ۱۳۸۵، جمعیت آن ۷۶۶ نفر (۲۲۴خانوار) بوده است.